# Tomohiko Murayama
Pour les articles homonymes, voir Murayama (homonymie).
Tomohiko Murayama (村山 智彦, Murayama Tomohiko) est un footballeur japonais né le 22 août 1987 à Ichihara. Il évolue au poste de gardien de but.

## Biographie
Tomohiko Murayama joue en première division japonaise avec les clubs du Matsumoto Yamaga et du Shonan Bellmare. Il dispute une soixantaine de matchs en Division 1.